# Трав'яний чай

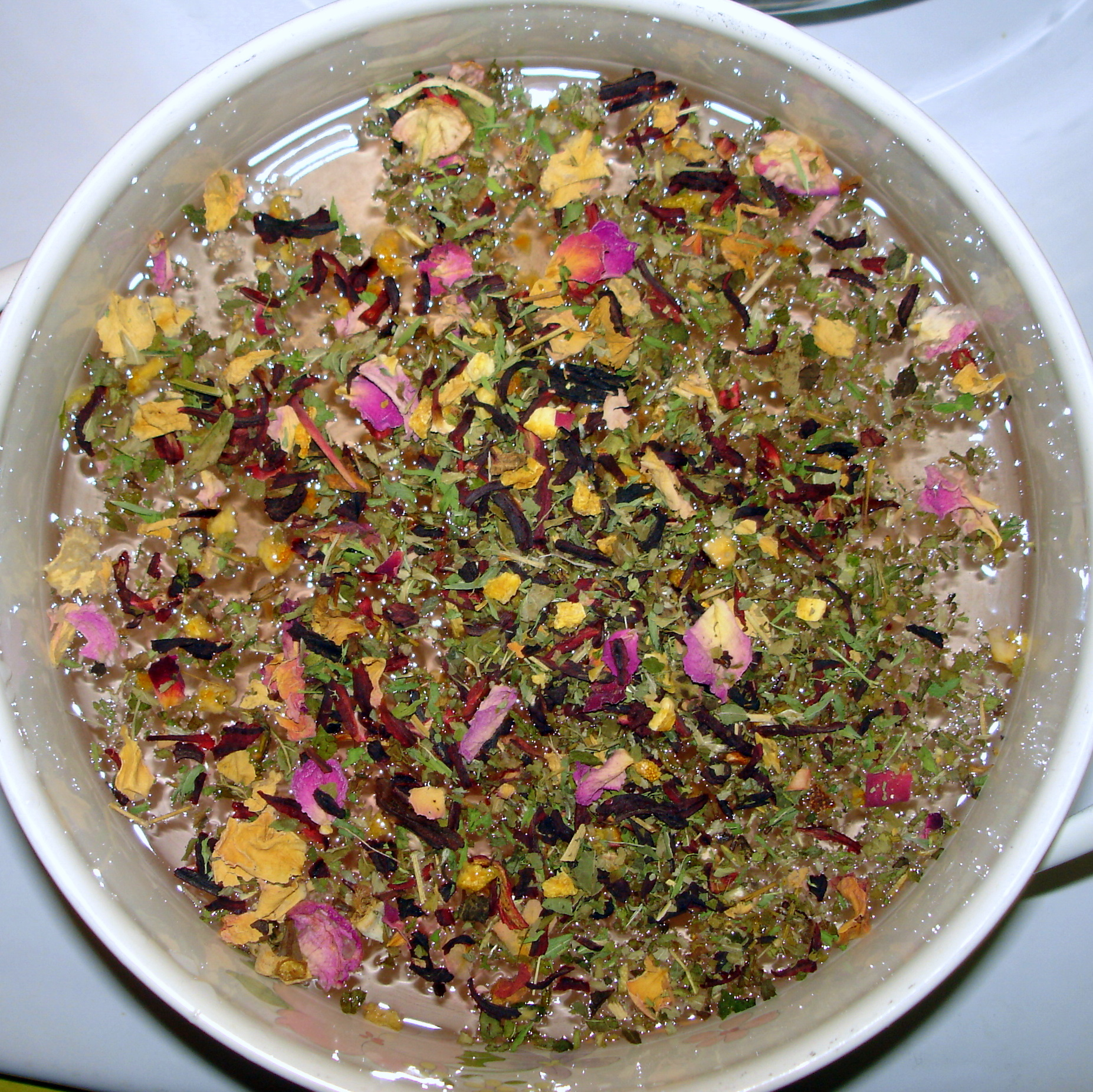
Трав'яний чай, зроблений з гібіскуса, що почав заварюватися

Трав'яний чай, англійською також часто тізан (tisane, Велика Британія та США / tɪzæn /, США також / tɪzɑːn /), фруктовий чай — чай з настою або відвару трав, спецій, фруктів або іншого рослинного матеріалу у гарячій воді. Вони зазвичай не містять кофеїну. Трав'яні та фруктові чаї не слід плутати зі справжніми чаями (наприклад, чорним, зеленим, білим, жовтим, улуновим), які готуються з висушених листків чайної рослини Camellia sinensis, а також з чаєм без кофеїну, з якого кофеїн був видалений. Як напій, виготовлений із справжніх чаїв, трав'яні чаї можна подавати гарячими або холодними.